# VV Union
Union is een amateurvoetbalclub uit Malden die is opgericht in 1914. De voetbalclub maakt gebruik van Sportpark de Kluis en beschikt over een hoofdveld van kunstgras.

## Geschiedenis
Union is een statutair Nijmeegse vereniging die speelt op het grondgebied van buurgemeente Heumen. De club maakte zich, om tot de KNVB toe te treden, in 1934 los van de R.K. Sportvereniging Union die in 1914 opgericht werd aan de St. Josephschool aan de Hertogstraat en tot wasdom kwam aan het Nijmeegse Canisius College om haar externe leerlingen, die niet in het internaat zaten, aan sport te laten doen. Onder dit groot Union viel ook een hockeyafdeling, het huidige RKHV Union, een tennisafdeling, de huidige Union Lawn en Tennisvereniging Union. Er werd ook aan cricket gedaan. Men speelde aan de Groenewoudseweg.
In 1920 werd voetbalclub Juliana opgenomen en van 1923 tot 1926 werd als Keizer Karel gespeeld. In 1934 sloot de club zich aan bij de neutrale NVB en ging uit het katholieke verband. Het Canisius College ontnam de club het RK voorvoegsel en richtte een nieuwe club V.C.C. op. Toch bleef de band bestaand. 
In 1950 kocht het Canisius College voor zowel de voetbal- als de hockeyclub, die naar de Driehuizerweg verhuisd was, het terrein De Kluis omdat de gemeente Nijmegen het terrein aan de Groenewoudseweg wilde gebruiken en de universiteit het terrein aan de Driehuizerweg. Dit nieuwe terrein was aan het einde van de Tweede Wereldoorlog in gebruik geweest als tijdelijk Brits vliegveld airstrip De Kluis, genoemd naar een oude boerderij op die plaats. In 1952 werd het complex in gebruik genomen.

## Competitieresultaten 1935–2018
| 2 4D |

| 4 4D |

| 8 4D |

|  |

|  |

|  |

| 2 3F |

| 6 3F |

| 3 3G |

| 1 3G |

|  |

| 4 3I |

| 4 3F |

| 9 3F |

| 1 4F |

| 2 4G |

| 1 4G |

| 1 4H |

| 2 3D |

| 5 3D |

| 7 3D |

| 4 3D |

| 6 3D |

| 8 3D |

| 10 3D |

| 10 3D |

| 11 3D |

| 11 3D |

| 7 4E |

| 8 4E |

| 6 4E |

| 11 4E |

|  |

|  |

|  |

|  |

|  |

|  |

|  |

|  |

|  |

|  |

|  |

| 10 4E |

| 3 4E |

| 6 4E |

| 7 4E |

| 9 4E |

| 2 4E |

| 4 4E |

| 12 4E |

|  |

|  |

|  |

|  |

|  |

|  |

|  |

|  |

| 6 4E |

| 10 4E |

|  |

|  |

|  |

|  |

| 1 6H |

| 1 5E |

| 3 4E |

| 1 4E |

| 12 3D |

| 6 4E |

| 11 3D |

| 2 4F |

| 8 3D |

| 7 3D |

| 4 3D |

| 6 3D |

| 11 3D |

| 8 4E |

| 9 4E |

| 1 4E |

| 3 3D |

| 1 3D |

| 11 2I |

| - 2I |

| Tweede klasse | Derde klasse | Vierde klasse | Vijfde klasse | Zesde klasse |

In elke staaf van de grafiek staat van boven naar beneden vermeld: 
- Eindnotering

Dit is de positie die de club heeft bereikt in de competitie, zonder eventuele beslissings-, play-off- of nacompetitiewedstrijden die nodig zijn geweest om bijvoorbeeld de kampioen van de competitie te bepalen.
Indien een * achter het getal staat is de notering een tussenstand en kan het zijn dat de notering niet overeenkomt met de uiteindelijke eindstand van de competitie.
Staat er een - dan is het seizoen nog bezig en is er geen definitieve uitslag bekend.
Staat er xx op de positie van de notering, dan heeft de club vroegtijdig de competitie verlaten. Dit kan onder andere komen door terugtrekking van het team, faillissement van de club of door een uitgedeelde straf van de KNVB. In veel gevallen staat elders in het artikel de reden vermeld.
Staat er een ? dan is het resultaat uit het verleden onbekend, en is alleen de competitie of het niveau bekend van dat seizoen.
In de seizoenen 2019/20 en 2020/21 werd wegens de coronacrisis het amateurvoetbal afgebroken. Daardoor kennen deze staven geen eindklassering (middels -- weergegeven).
- Competitieniveau en afdelingsletter of Officiële eindstand Eredivisie
  - Competitieniveau en afdelingsletter

Hierbij geeft het getal het niveau weer, dat ook terug te vinden is in de legenda. De letter is de afdelingsaanduiding en wordt gebruikt wanneer er meer afdelingen zijn op hetzelfde niveau. De afdelingsletter is altijd een hoofdletter en wordt meestal zonder nummer gebruikt.
Voorbeeld: 2F is niveau 2e klasse competitie F.
Het competitieniveau en nummer wordt niet vermeld wanneer er slechts één competitie van dit niveau was.
  - Officiële eindstand Eredivisie (getal staat tussen haakjes vermeld)

Sinds de introductie van play-offwedstrijden voor Europees voetbal na afloop van de reguliere competitie in 2005/06, is de KNVB verplicht een eindstand van de Eredivisie door te geven aan de UEFA aan de hand van deze play-offwedstrijden.
Bij deze eindstand staan clubs die zich hebben gekwalificeerd voor Europees voetbal hoger dan clubs die zich niet wisten te kwalificeren. Indien er geen verschil was tussen de eindnotering en de officiële eindstand, staat dit getal niet vermeld.

- Onderafdeling

Hier staat afgekort de naam van de onderafdeling indien de club in dat jaar in een onderafdeling uitkwam. Tevens staat deze afkorting in de legenda en wordt gelinkt naar het artikel over deze onderafdeling. Deze afkorting wordt alleen vermeld wanneer de club in het verleden in verschillende onderafdelingen heeft gespeeld. Deze vermelding is in de staaf altijd in kleine letters. Deze onderafdelingen zijn na het seizoen 1995/96 afgeschaft. Heeft de club in slechts één onderafdeling gespeeld, dan is dit alleen terug te vinden in de legenda.
Onder de staaf staat het jaartal vermeld waarin het seizoen is afgesloten. 15 verwijst naar het seizoen 2014/15 of eventueel het seizoen 1914/15.
Wanneer een staaf leeg is, zijn deze gegevens niet bekend. Het kan ook zijn dat de club dat seizoen niet heeft meegespeeld op het hogere amateurniveau, vroegtijdig de competitie heeft verlaten of uit de competitie is gezet.

In het seizoen 1944/45 was er wegens de Tweede Wereldoorlog geen regulier competitievoetbal.

## Bekende (oud-)spelers
- Ibrahim Cissoko
- Morad El Haddouti
- Mylian Jiménez
- Maarten Paes
- Mink Peeters
- Eloy Room
- Daniël van Straaten
- Sylla Sow
- Tunahan Taşçı

## Bekende (oud-)trainers
- Wout van Blijderveen